# Grand Prix Priessnitz spa
Grand Prix Priessnitz spa (dříve Závod míru U23) je etapový závod pro cyklisty v kategorii mužů do 23 let. Je pořádaný od roku 2013 na Jesenicku společností TTV sport group. V letech 2013 - 2015 se jel tříetapový závod se zázemím v Lázních Jeseník (Priessnitzovy léčebné lázně) s tratěmi převážně na území České republiky. V letech 2014 a 2015 se jela etapa se startem v polských Glucholazech. Závod byl v roce 2013 a 2014 zařazen v kategorii UCI 2.2U. Pro rok 2015 byl v kalendáři UCI zapsán pod názvem Závod Míru U23 / Course de la Paix U23 v kategorii UCI Nations' Cup, tedy v nejvyšší mužské kategorii závodů Mezinárodní cyklistické unie, ve které startují převážně národní výběry.

## Seznam vítězů
| Rok  | Kategorie        | Vítěz                     |
| ---- | ---------------- | ------------------------- |
| 2013 | UCI 2.2U         | Toms Skujiņš (LAT)        |
| 2014 | UCI 2.2U         | Samuel Spokes (AUS)       |
| 2015 | UCI Nations' cup | Gregor Mühlberger (AUT)   |
| 2016 |                  | David Gaudu (FRA)         |
| 2017 |                  | Bjorg Lambrecht (BEL)     |
| 2018 |                  | Tadej Pogačar (SLO)       |
| 2019 |                  | Andreas Leknessund (NOR)  |
| 2020 |                  | Nejelo se kvůli covidu-19 |
| 2021 |                  | Filippo Zana (ITA)        |
| 2022 |                  | Lennert Van Eetvelt (BEL) |
| 2023 |                  | Antoine Huby (FRA)        |
| 2024 |                  | Brieuc Rolland (FRA)      |

## Juniorská soutěž
Několikadenní etapový závod určený pro juniory se každoročně konal v severočeském městě Terezíně a jeho okolí pod názvem Závod míru mládeže. Tento závod se koná dodnes pod mírně pozměněným názvem Závod míru juniorů.